# Udenfor Loven (film fra 1920)
|  | For andre betydninger, se Udenfor Loven |
Udenfor Loven (originaltitel: Outside the Law) er en amerikansk stum kriminalfilm fra 1920 produceret og instrueret af Tod Browning, der også ved med-forfatter på filmens manuskript. Filmens hovedroller blev spillet af Priscilla Dean, Lon Chaney og Wheeler Oakman.
Outside the Law anses at være en af de førte psykologisk drevne film indenfor gangstergenren. Outside the Law er en af de få af Brownings film, der ikke er en horrorfilm. I modsætning til mange film i denne periode adskiller filmen sig ved at fremstille kinesiske karakterer i et positivt lys.
Filmen havde dansk premiere i januar 1922 i Paladsteatret.
Tod Browning genindspillede filmen i 1930.

## Handling
Gangsteren Silent Madden og hans gangsterdatter Molly (Priscilla Dean) har opgivet deres kriminelle løbebane efter råd fra Chang Lo, en konfucianistisk filosof, der bor i Chinatown i San Francisco. En foragtelig gangster ved navn Black Mike Sylva (Lon Chaney) anklager Mollys far for mord, hvilket får Molly til at miste troen på at overholde loven og får hende til at vende tilbage til et liv i kriminalitet.
Black Mike planlægger også at snyde Molly under et smykketyveri, men Molly fbliver advaret af sin gangster-elsker og forpurrer Black Mikes planer. Mens Mollys gemmer sig for loven, bliver Mollys hårde hjerte langsomt smeltet af hendes gangster-elsker. Filmen slutter med et klimatisk shootout i Chinatown. Under dette shootout skyder Ah Wing (spillet af Chaney) Black Mike (også spillet af Chaneys). Scenen tog to uger at optage, men varer kun et par minutter på lærredet.

## Medvirkende
- Priscilla Dean som Molly Madden (Silky Moll)
- Wheeler Oakman som Dapper Bill Ballard
- Lon Chaney i dobbeltrolle som skurken Black Mike Sylva og kineseren Ah Wing
- Ralph Lewis
- E. Alyn Warren som Chang Lo
- Stanley Goethals
- Melbourne MacDowell som Morgan Spencer
- Wilton Taylor
- John George som Humpy
- Anna May Wong